# Hybanthus proctorii
Hybanthus proctorii är en violväxtart som beskrevs av Cyrus Longworth Lundell. Hybanthus proctorii ingår i släktet Hybanthus och familjen violväxter. Inga underarter finns listade i Catalogue of Life.